# Empecamenta angustata
Empecamenta angustata är en skalbaggsart som beskrevs av Brenske 1898. Empecamenta angustata ingår i släktet Empecamenta och familjen Melolonthidae. Inga underarter finns listade i Catalogue of Life.